# فراشة الآلام

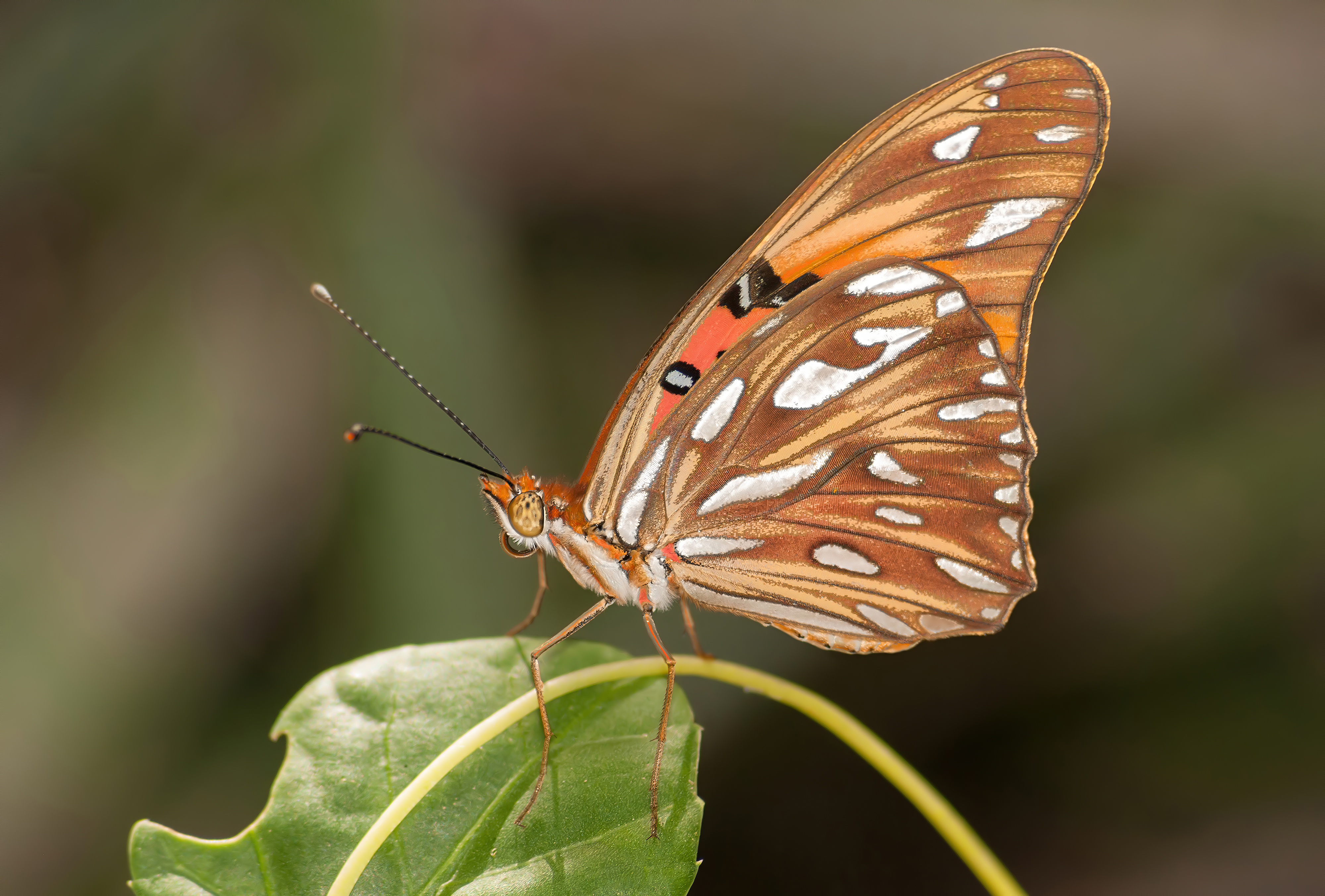
صورة للجزء السفلي من فراشة الآلام

فراشة الآلام (بالإنجليزية: Gulf Fritillary)‏ (الاسم العلمي: Agraulis vanillae) هي فراشة برتقالية لامعة من فصيلة الحورائيات ورتبة الهليكونيات. وكانت الهليكونيات في الماضي لها فصيلة خاصة بها، هي فصيلة الهليكونيات أو الفراشات طويلة الجناح، ومثل باقي أفراد هذا النوع هذه الفراشة لها جناحات طويلة ولكنها رفيعة مقارنة بالفراشات الأخرى.